# Баку (журнал)
«Баку» (англ. Baku) — журнал на русском и английском языках, издаваемый Фондом Гейдара Алиева. Главный редактор — Лейла Алиева, дочь президента Азербайджана Ильхама Алиева.
Журнал публикует статьи об искусстве, истории, музыке, моде и архитектуре, в нём освещаются достопримечательности Азербайджана. Кандидат исторических наук У. М. Мехдиева называет его «самым успешным пиар-проектом Азербайджана в области СМИ».
С 2007 года издаётся в Москве на русском языке. Выходит 6 раз в год, редакция расположена в Малом Головином переулке, д. 12. В 2008 году стал призёром в номинации «Премьера года» на международном конкурсе печатных изданий «Обложка года», проводимом в России.
С 2011 года выходит англоязычная версия, распространяемая в Великобритании, США, Франции, Италии и других странах и выпускаемая журнальным издательством Condé Nast.